# 貴族転生 〜恵まれた生まれから最強の力を得る〜
『貴族転生 〜恵まれた生まれから最強の力を得る〜』（きぞくてんせい めぐまれたうまれからさいきょうのちからをえる）は、三木なずなによる日本のライトノベル。小説投稿サイト「小説家になろう」にて2019年2月19日より連載中。書籍版は同年9月よりGAノベル（SBクリエイティブ）より刊行されている。イラストはkyo。2025年8月現在、シリーズ累計発行部数は200万部を突破している。タイトルに「転生」とあるが、現代日本から異世界への異世界転生作品ではなく、同じ異世界の中で一般庶民から皇族へと転生した主人公の物語である。
メディアミックスとして、華嶋ひすいが作画を、栗元健太郎が構成を担当するコミカライズが『マンガUP!』（スクウェア・エニックス）にて2019年12月10日より連載中。また、テレビアニメが2026年に放送予定。

## あらすじ
自身の能力をステータス画面で確認できる異世界。平凡な村人からミーレス帝国の十三親王、ノア・アララートとして転生した主人公。通常ならば存在するはずのレベル上限が∞（無限大）で、無限にレベルアップができる上に、父である皇帝が、生まれたばかりの赤子であるノアに、水の一族が住むアルメリアの守護者となるよう封地を定めた瞬間、ノアは自身のステータス画面の水属性が「E」から「E+S」に変化したことに気づく。さらに、配下がノアのステータス画面を見せる魔法をかけると、周囲の者にはそのステータスが「E+S」ではなく「SS」と表示され、新たな親王の才の高さを称賛される。
成長したノアは、自身のステータスが、従えた部下や持ち物によって底上げされ、本来の能力以上の力を得ることに気づく。本来、十三親王は帝位継承に関わる立場ではないものの、ノアは自身の力を最強にすべく優秀な配下を集め、その過程で邪魔となる悪や不正を強大な権力で正していく。積み重ねた実績と名声によって、父である皇帝から「賢」の字を与えられ、「賢親王」の称号を得る。

## 既刊一覧

### 小説
- 三木なずな（著）・kyo（イラスト） 『貴族転生 〜恵まれた生まれから最強の力を得る〜』 SBクリエイティブ〈GAノベル〉、既刊10巻（2025年8月9日現在）
  1. 2019年9月13日発売[6]、ISBN 978-4-8156-0400-4
  2. 2019年12月12日発売[7]、ISBN 978-4-8156-0421-9
  3. 2020年4月14日発売[8]、ISBN 978-4-8156-0546-9
  4. 2020年12月10日発売[9]、ISBN 978-4-8156-0757-9
  5. 2021年5月13日発売[10]、ISBN 978-4-8156-1006-7
  6. 2021年12月16日発売[11]、ISBN 978-4-8156-1247-4
  7. 2022年6月14日発売[12]、ISBN 978-4-8156-1533-8
  8. 2023年3月15日発売[13]、ISBN 978-4-8156-1762-2
  9. 2025年1月12日発売[14]、ISBN 978-4-8156-2956-4
  10. 2025年8月9日発売[3]、ISBN 978-4-8156-3316-5

### 漫画
- 三木なずな（原作）・華嶋ひすい（作画）・kyo（キャラクター原案）・栗元健太郎（構成） 『貴族転生 〜恵まれた生まれから最強の力を得る〜』 スクウェア・エニックス〈ガンガンコミックスUP!〉、既刊9巻（2025年1月15日現在）
  1. 2020年4月11日発売[15]、ISBN 978-4-7575-6604-0
  2. 2020年10月7日発売[16]、ISBN 978-4-7575-6830-3
  3. 2021年5月7日発売[17]、ISBN 978-4-7575-7240-9
  4. 2021年12月7日発売[18]、ISBN 978-4-7575-7612-4
  5. 2022年7月7日発売[19]、ISBN 978-4-7575-8004-6
  6. 2023年3月7日発売[20]、ISBN 978-4-7575-8436-5
  7. 2023年10月6日発売[21]、ISBN 978-4-7575-8826-4
  8. 2024年6月7日発売[22]、ISBN 978-4-7575-9228-5
  9. 2025年1月15日発売[23]、ISBN 978-4-7575-9621-4

## テレビアニメ
2025年1月4日に「GA FES 2025」で発表された。2026年に放送予定。

### スタッフ
- 原作 - 三木なずな[5]
- キャラクター原案 - kyo[5]
- 監督 - 福田道生[5]
- 副監督 - 金承徳[5]
- シリーズ構成 - 佐藤寿昭[5]
- キャラクターデザイン - 川島尚[5]、西畑あゆみ[5]
- 美術監督 - 姜宥現[5]、盧承孝[5]、中里陽美[5]
- 色彩設計 - のぼりはるこ[5]
- 編集 - 後藤正浩[5]
- 音響監督 - 阿部信行[5]
- 音楽 - 和田貴史[5]
- 音楽制作 - ポニーキャニオン[5]
- 制作協力 - 寿門堂[5]
- アニメーション制作 - CompTown[5]